# Chacrinha, O Musical
Chacrinha, O Musical é uma peça do teatro musical brasileiro que estreou 14 de novembro de 2014 no Teatro João Caetano. Com duração de 135 minutos, apresenta a biografia do Chacrinha. No Rio de Janeiro e em São Paulo, o musical foi assistido por 200 mil espectadores.

## Produção
Chacrinha, O Musical foi produzido a partir de um projeto do grupo empresarial carioca Aventura Entretenimento, que trabalha com temas nacionais. Com um custo de 12 milhões de reais, o musical representa o maior investimento do grupo em sete anos.

## Elenco
- Stepan Nercessian
- Fabiana Tolentino
- Marcelo Ferrari
- Thiago Marinho

## Recepção
Dirceu Alves Jr., em sua crítica para a Veja São Paulo escreveu: "Os musicais biográficos firmaram-se como filão aparentemente infalível. (...) Dirigido por Andrucha Waddington, o espetáculo acerta ao mostrar de que forma Abelardo Barbosa (1917-1988) se tornou um dos mais populares comunicadores do Brasil. (...) Impecável, Nercessian reproduz a alma do biografado apoiado na voz rouca e na postura, mas principalmente ao encantar a plateia com seus improvisos. Tamanha identificação não ofusca o trabalho de Bahia, surpreendente ao se desdobrar com relativa facilidade entre a infância e a vida adulta do personagem. Setenta canções estouradas nos programas de Chacrinha ganham a cena."
Nelson de Sá, da Folha de S.Paulo, foi menos elogioso: "Com maniqueísmo de telenovela, opõe um libertário e frágil Chacrinha ao vilão José Bonifácio de Oliveira Sobrinho (...) Mas essa narrativa linear e pobre, que resulta em personagens inverossímeis, tem concorrente quanto ao que é pior em "Chacrinha, o Musical": a própria música. (...) [A] direção de arte de Gringo Cardia, [está] longe de seus melhores momentos. (...) De maneira geral, em relação a outro musical da [produtora] Aventura, 'Se Eu Fosse Você', 'Chacrinha' é um largo passo atrás, sobretudo em dramaturgia, em associação das músicas à trama, enfim, em contar a história."